# サモアの在外公館の一覧

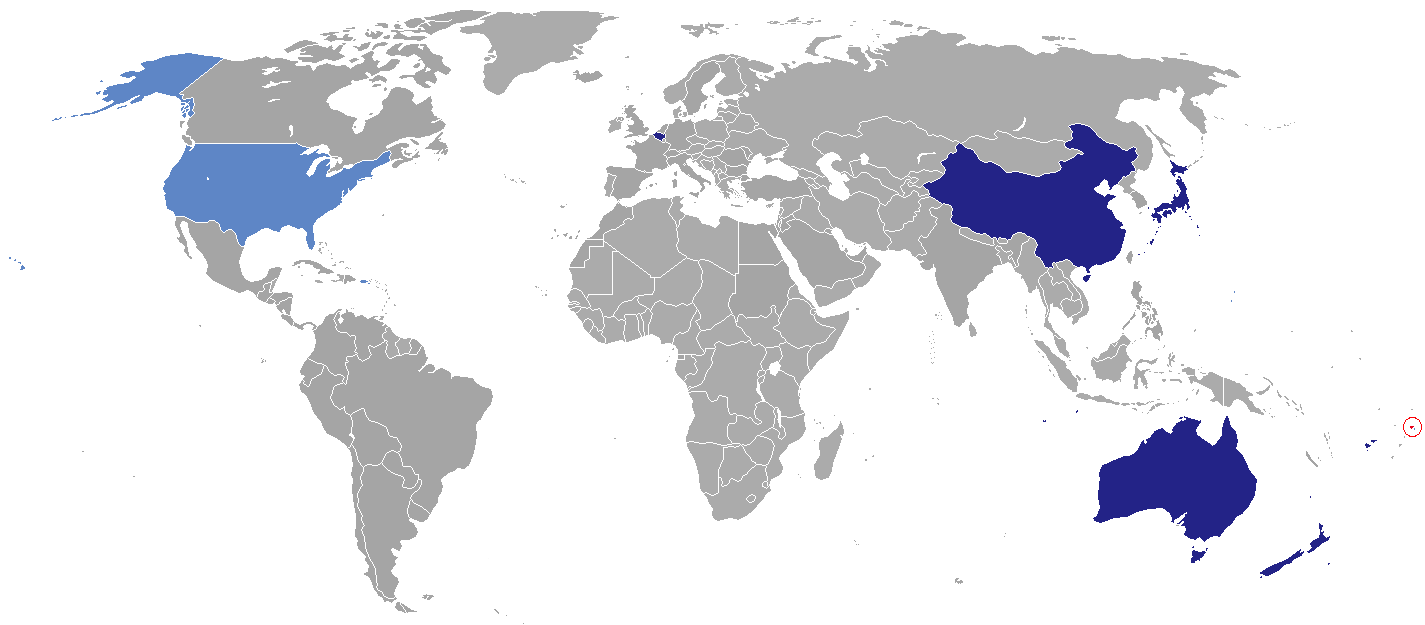
サモアの在外公館が設置されている国

サモアの在外公館の一覧では、サモア独立国が設置している在外公館（外交使節団）を挙げる。サモアが開設している在外公館は、名誉領事館（本項目には非記載）を含めても、非常に数は少ない。2009年にアジア地域に2か所のサモア大使館が開設された。

## アジア

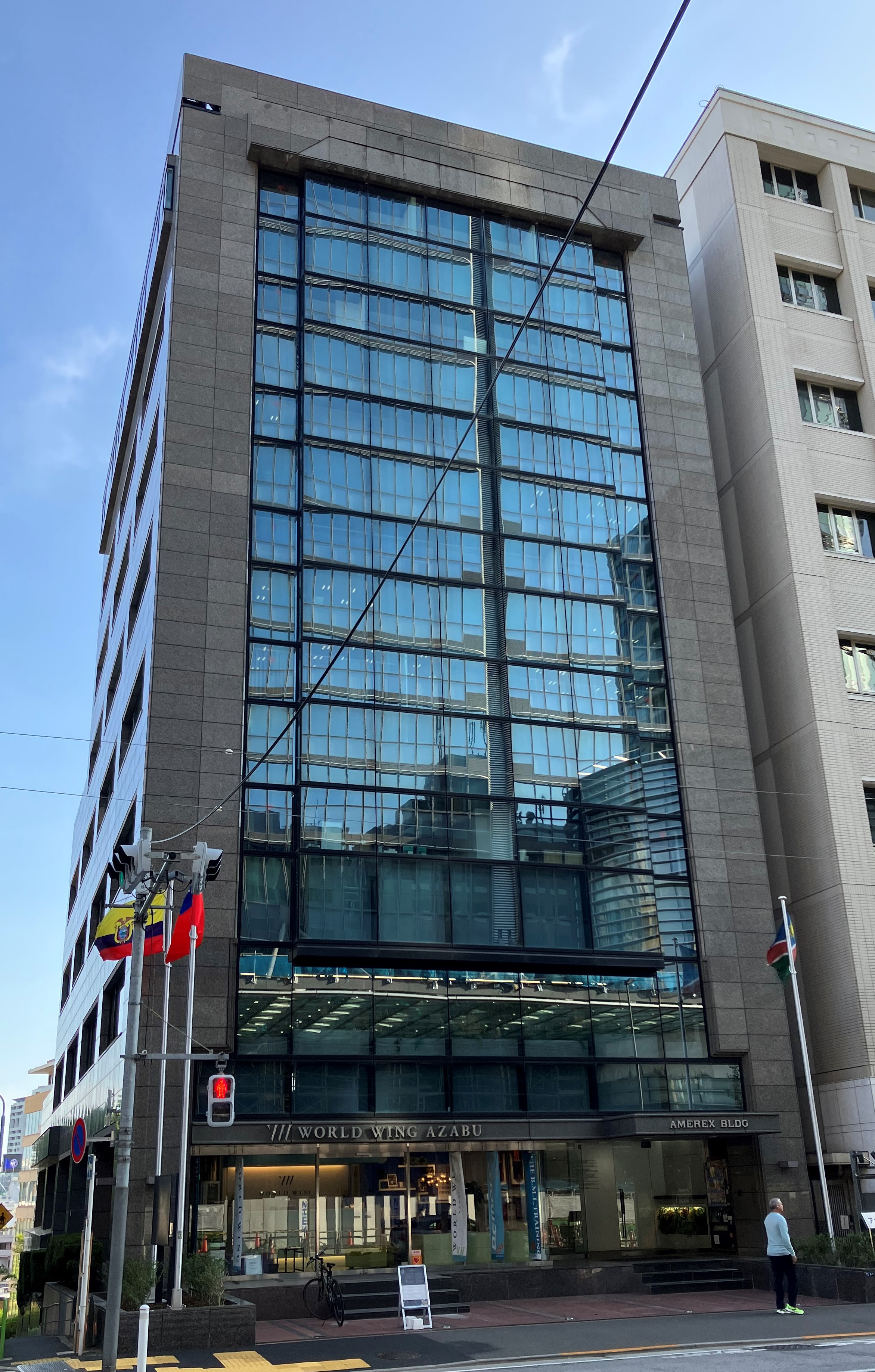
駐日サモア大使館

- 中華人民共和国
  - 在中華人民共和国大使館（北京）
- 日本
  - 駐日サモア大使館（東京）

## アメリカ
- アメリカ合衆国
  - 在パゴパゴ総領事館

## オセアニア
- オーストラリア

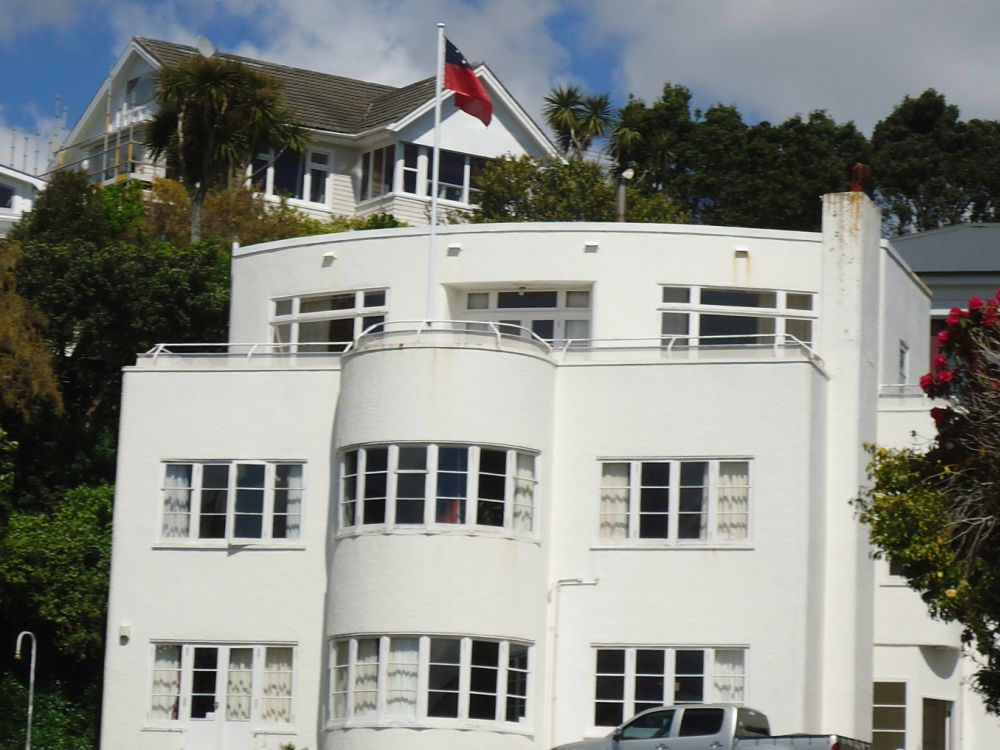
在ニュージーランド高等弁務官事務所

  - 在オーストラリア高等弁務官事務所（キャンベラ）
  - 在シドニー総領事館
- ニュージーランド
  - 在ニュージーランド高等弁務官事務所（ウェリントン）
  - 在オークランド総領事館

## ヨーロッパ
- ベルギー
  - 在ベルギー大使館（ブリュッセル）

## 国際機関代表部
- 国際連合
  - 国際連合代表部（ニューヨーク）
- 欧州連合
  - 欧州連合代表部（ブリュッセル）